# Светлана Миленковић
Светлана Миленковић (Краљево, 1989) српска је позоришна, телевизијска и филмска глумица.

## Каријера
Светлана Миленковић је глумом почела да се бави у детињству, а своје прве кораке на сцени направила је као чланица школе глуме „Здраво да сте“, коју је водила Душанка Цвијовић Шана. Прва представа у којој се појавила била је Мала принцеза, тумачивши лик главне јунакиње. Светлана је, као ученица основне школе играла у представи Пољуби ме, Като, а за улогу мушког лика Петручија награђивана је два пута. По завршетку Гимназије, уписала је Правни факултет Универзитета у Крагујевцу, а глумом је наставила да се бави у Књажевско-српском театру, где је остварила улогу у комаду Госпођа министарка, рађену по мотивима истоименог дела Бранислава Нушића, у режији Јована Грујића. Улогу је такође остварила и у представи Клуб Нови светски поредак у адаптацији и режији Александра Дунђеровића. Касније је прекинула студије права, а након неуспешног пријемног испита на Факултету драмских уметности у Београду, за који ју је припремала Нада Блам, уписала је студије глуме на драмском одсеку Факултета уметности Универзитета у Приштини, са седиштем у Косовској Митровици. Дипломирала је 2014. године, у класи професора Милана Плећаша и асистента Немање Савковића, а на истом факултету је годину дана касније одбранила и мастер рад, представом Мрачна игра. Паралелно са студијама и испитним представама, наступала је и у матичном позоришту у Краљеву, где је касније остварила и своје прве улоге по стицању звања академске глумице. У својству слободног уметника, Светлана Миленковић је играла представе Балкански секс и град – Чипка и чоколада, односно Трећи светски рат. Сарађивала је са продукцијом Група Група, односно Владаном Славковићем, те је на тај начин улоге остварила у комаду Еуридика, на уличном позоришном фестивалу А.Н.Ф.И. театар, односно представи Оливера – једно име два света, заједно са Кристином Јевтовић. Са колегама и сарадницима на представи Play Андрић или људи о којима се не може много казати, учествовала је на 53. Фестивалу професионалних позоришта Србије „Јоаким Вујић“. Улогу је такође остварила и у представи Ожалошћена фамилија, рађеној према делу Ожалошћена породица, Бранислава Нушића, која је премијерно изведена на Дан шале, 2018. године.

Награда се додељује за улогу која плени непосредношњу, јасноћом израза, студиозним, постепеним отварањем лика, видљивог у својој невидљивости.

—Одлука жирија, 55. фестивала „Јоаким Вујић“, мај 2019.
Наредне године је са колегама из ансамбла извела представу Сумња, на отварању такмичарског дела 55. по реду фестивала „Јоаким Вујић“, када је домаћинство поверено Краљевачком позоришту. За улогу сестре Џејмс у том комаду, Светлана Миленковић је добила своју прву професионалну награду. У новембру 2019, Светлана Миленковић је, као редитељка, поставила дечју представу Цицина бајка, по тексту Мире Станишев.

## Улоге

### Позоришне представе
| Представа                                             | Улога                            | Текст                                                  | Драматургија /адаптација/                              | Режија                                | Позориште                                  | Премијера           |
| ----------------------------------------------------- | -------------------------------- | ------------------------------------------------------ | ------------------------------------------------------ | ------------------------------------- | ------------------------------------------ | ------------------- |
| Пољуби ме, Като                                       | Глумац и Петручио                | Бела и Самјуел Спјувек Коул Портер                     | Миодраг Динуловић                                      | Биљана Константиновић Сабина Савковић | Краљевачко позориште                       | 2002/2003.          |
| Прича о принцу јединцу                                | Мачор Приповедало                | Бранко Стевановић                                      | Бранко Стевановић                                      | Биљана Константиновић Сабина Савковић | Краљевачко позориште                       | 2003/2004.          |
| Мали Принц                                            | Лисица                           | Антоан де Сент Егзипери                                | Јурислав Коренић                                       | Биљана Константиновић                 | Краљевачко позориште                       | 2005/2006.          |
| Госпођа министарка                                    | Анка                             | Бранислав Нушић                                        | Јован Грујић                                           | Јован Грујић                          | Књажевско-српски театар                    | 17. децембар 2008.  |
| Клуб нови светски поредак                             | Ема                              | Харолд Пинтер, Хајнер Милер, Платон                    | Александар Дунђеровић                                  | Александар Дунђеровић                 | Књажевско-српски театар                    | 27. јун 2009.       |
| Звезда луталица                                       | девојчица – продавачица слаткиша | Лудвиг Штреда                                          | Биљана Талић                                           | Биљана Талић                          | Краљевачко позориште                       | 22. новембар 2010.  |
| Гнев Божји                                            |                                  | Жанина Мирчевска                                       | Жанина Мирчевска                                       | Александра Ковачевић                  | Краљевачко позориште                       | 10. март 2011.      |
| Антигона, то је антика                                |                                  | Софокле                                                | Милан Плећаш и Немања Савковић                         | Милан Плећаш и Немања Савковић        | Факултет уметности Универзитета у Приштини | 2013.               |
| Уображени болесник                                    |                                  | Молијер                                                | Милан Плећаш и Немања Савковић                         | Милан Плећаш и Немања Савковић        | Факултет уметности Универзитета у Приштини | 2013.               |
| Меца и деца                                           | Бранкица                         | Бранислав Милићевић                                    | Бранислав Милићевић                                    | Миодраг Динуловић                     | Краљевачко позориште                       | 10. јануар 2014.    |
| Они људи                                              |                                  | Богдан Мрвош                                           | Богдан Мрвош                                           | Миодраг Динуловић                     | Краљевачко позориште                       | 10. јануар 2014.    |
| Камен за под главу                                    | Јелка Боговићка                  | Милица Новковић                                        | Милица Новковић                                        | Драган Јаковљевић                     | Краљевачко позориште                       | 6. март 2014.       |
| Љубавно писмо                                         | Софија                           | Коста Трифковић                                        | Милан Плећаш и Немања Савковић                         | Милан Плећаш и Немања Савковић        | Факултет уметности Универзитета у Приштини | 2014.               |
| Чаробњак из Оза                                       | летећи мајмун                    | Л. Френк Баум                                          | Миодраг Динуловић                                      | Миодраг Динуловић                     | Краљевачко позориште                       | 28. фебруар 2015.   |
| Мрачна игра                                           |                                  | Едвард Олби                                            | Светлана Миленковић и Урош Милојевић                   | Светлана Миленковић и Урош Милојевић  | Факултет уметности Универзитета у Приштини | јун 2015.           |
| Ивица и Марица                                        |                                  | Браћа Грим                                             | Дејан Алексић                                          | Александра Ковачевић                  | Краљевачко позориште                       | 22. децембар 2015.  |
| Балкански секс и град – Чипка и чоколада              | Чарна                            | Антилета Живковић, Данијела Божичковић и Станко Холцер | Антилета Живковић, Данијела Божичковић и Станко Холцер | Станко Холцер                         |                                            | 2016.               |
| Трећи светски рат                                     |                                  | Иван Лалић                                             | Иван Лалић                                             | Дејан Гоцић                           |                                            | 2. јул 2016.        |
| Play Андрић или људи о којима се не може много казати |                                  | према текстовима Иве Андрића                           | Миа Кнежевић                                           | Миа Кнежевић                          | Краљевачко позориште                       | 28. март 2017.      |
| Еуридика                                              |                                  | Мајкл Дивајн                                           | Мајкл Дивајн                                           | Мајкл Дивајн                          | А.Н.Ф.И. театар                            | 7. јул 2017.        |
| Љубичаста бајка                                       | Краљица Јелена                   | Горана Баланчевић                                      | Миодраг Динуловић                                      | Миодраг Динуловић                     | Краљевачко позориште                       | 5. октобар 2017.    |
| Боинг Боинг                                           | Берта                            | Марк Камелоти                                          | Ненад Гвозденовић                                      | Ненад Гвозденовић                     | Краљевачко позориште                       | 17. децембар 2017.  |
| Машта може свашта                                     |                                  | према текстовима песама за децу                        | Миодраг Динуловић                                      | Миодраг Динуловић                     | Краљевачко позориште                       | 23. децембар 2017.  |
| Оливера – једно име два света                         |                                  | Владан Славковић                                       | Владан Славковић                                       | Владан Славковић                      | Краљевачко позориште                       | 28. фебруар 2018.   |
| Ожалошћена фамилија                                   | Симка                            | Бранислав Нушић                                        | Миодраг Динуловић                                      | Миодраг Динуловић                     | Краљевачко позориште                       | 1. април 2018.      |
| Ружно паче                                            | Ћурка                            | Ханс Кристијан Андерсен                                | Дејан Алексић                                          | Александра Ковачевић                  | Краљевачко позориште                       | 4. октобар 2018.    |
| Поручили су нам                                       |                                  | Миодраг Динуловић                                      | Миодраг Динуловић                                      | Миодраг Динуловић                     |                                            | 14. октобар 2018.   |
| У гостима код Деда Мраза                              |                                  | Миодраг Динуловић                                      | Миодраг Динуловић                                      | Миодраг Динуловић                     | Краљевачко позориште                       | 9. јануар 2019.     |
| Сумња                                                 | сестра Џејмс                     | Џон Патрик Шенли                                       | Тијана Грумић                                          | Југ Ђорђевић                          | Краљевачко позориште                       | 20. април 2019.     |
| Гласине                                               |                                  | Нил Сајмон                                             | Жељко Хубач                                            | Оливера Ђорђевић                      | Краљевачко позориште                       | 5. септембар 2020.  |
| Славуј и кинески цар                                  |                                  | Ханс Кристијан Андерсен                                | Синиша Ракић                                           | Миодраг Динуловић                     | Краљевачко позориште                       | 12. септембар 2020. |

### Филмографија
| Год.  | Назив        | Улога         |
| ----- | ------------ | ------------- |
| 2018. | Шифра Деспот | рецепционерка |
| 2020. | Неспоразум   |               |

## Награде и признања
- Две награде за улогу Петручија у представи Пољуби ме, Като[1]
- Награда за улогу сестре Џејмс у представи Сумња, на 55. Фестивалу професионалних позоришта Србије „Јоаким Вујић“.[28]